# Klaus Samelson
Klaus Samelson (* 21. Dezember 1918 in Straßburg; † 25. Mai 1980 in München) war ein deutscher Mathematiker, Physiker und Informatik-Pionier. Er arbeitete maßgeblich mit an der Entwicklung programmgesteuerter elektronischer Rechenanlagen und ist bekannt für seine Beiträge zum Compilerbau und zu Algorithmen für die maschinelle Übersetzung mathematischer Formeln, die auf der Nutzung eines Kellerspeichers beruhen, dessen Prinzip er zusammen mit Friedrich L. Bauer erfand.

## Leben und Wirken
Klaus Samelson war ein Sohn des Pädiaters Siegfried Samelson (1878–1938) in Breslau und der Kinderärztin Irmgard Engel (1884–1977), einer Tochter des Arztes Franz Engel Bey. Sein älterer Bruder war Hans Samelson, der jüngere Bruder hieß Franz. Die Nationalsozialisten hinderten Klaus Samelson daran, sich an einer Hochschule einzuschreiben. So musste er bis 1946 warten, bis er ein Studium der Mathematik, Physik und Astronomie an der Ludwig-Maximilians-Universität in München aufnehmen konnte.
Nach seinem Abschluss im Jahr 1950 arbeitete er vorübergehend als Studienrat, bevor er an die Universität zurückkehrte. Er promovierte in Physik bei Fritz Bopp mit einer Dissertation über ein quantenmechanisches Problem der Unipolarinduktion, das von Arnold Sommerfeld gestellt worden war.
Samelson begann sich für Numerische Mathematik zu interessieren, und als der Elektroingenieur Hans Piloty und der Mathematikprofessor Robert Sauer anfingen, Computer zu entwickeln, nahm er bei ihnen eine Stellung am Mathematischen Institut der Technischen Hochschule München an.
Hier änderte sich seine wissenschaftliche Ausrichtung. Seine ersten Veröffentlichungen beruhten auf Sauers Interessen an Ultraschall-Problemen und der Genauigkeit von numerischen Berechnungen von Eigenwerten mit Digitalrechnern. Piloty, Friedrich L. Bauer und Samelson arbeiteten auch am Entwurf der PERM, einem Computer, der teilweise auf dem Konzept des Whirlwind aufbaute. Die PERM war 1955 fertig und das Team setzte die Forschung über „automatische Programmierung“ fort, die Bauer 1951 begonnen hatte.
Bald darauf übte Samelson einen starken Einfluss auf die Entwicklung der Informatik als einer neuen Wissenschaftsdisziplin aus. Zusammen mit Friedrich L. Bauer, der ebenfalls Fritz Bopp als Doktorvater hatte, studierte er die Struktur von Programmiersprachen mit der Absicht, effiziente Algorithmen für ihre Übersetzung in Maschinensprache zu finden. Dabei entdeckten sie das Prinzip des Stapelspeichers und waren überzeugt davon, dass dieses Prinzip die Grundlage für die Übersetzung von Programmiersprachen und die Laufzeitsysteme blockstrukturierter Programmiersprachen sein sollte. Dies war ein Durchbruch in Modellierung und Entwurf von Computersystemen. 1957 reichte er zusammen mit Friedrich L. Bauer das Patent auf das Prinzip des Stapelspeichers (Kellerprinzip) ein.
Samelson spielte eine Schlüsselrolle im Entwurf von ALGOL 58 und ALGOL 60.
Nach ihm ist das Samelson-Prinzip benannt, eine von ihm formulierte Design-Empfehlung.
Von 1958 bis 1963 war er Extraordinarius für Mathematik an der Universität Mainz. Danach erhielt er einen Lehrstuhl für Mathematik an der Technischen Hochschule München und begann dort mit Friedrich L. Bauer Lehrpläne für das damals neu entstehende Studienfach Informatik zu entwickeln. Samelson war Mitglied der International Federation for Information Processing und Redakteur der wissenschaftlichen Zeitschrift Acta Informatica, als sie 1971 startete.
Klaus Samelson war verheiratet mit seiner langjährigen Mitarbeiterin Ursula Hill-Samelson, die in Mainz einen ALGOL-60-Compiler mitentwickelt hatte. Im Mai 1980 starb er 61-jährig an einer Krebserkrankung. Sein wissenschaftlicher Nachlass wurde vom Deutschen Museum erworben.

## Ehrungen
- 1987 wurde der Platz vor dem neu bezogenen Gebäude des Informatik-Fachbereichs der Universität Hildesheim nach Klaus Samelson benannt.[4][5][6]

## Veröffentlichungen (Auswahl)
- mit Alan J. Perlis: Preliminary Report: International Algebraic Language. In: Communications of the ACM. 1(12), 1958, S. 8–22
- Faktorisierung von Polynomen durch funktionale Iteration. Verlag der Bayerischen Akademie der Wissenschaften, München 1959
- mit Friedrich L. Bauer: Sequentielle Formelübersetzung (Sequential Formula Translation). In: Elektronische Rechenanlagen. 1(4), 1959, S. 176–182
- mit Edsger W. Dijkstra, Willy Heise & Alan J. Perlis ALGOL Sub-Committee Report - Extensions. In: Communications of the ACM. 2(9), 1959, S. 24
- mit Friedrich L. Bauer: The problem of a common language, especially for scientific numeral work. In: Information Processing. Proceedings of the International conference on information processing, UNESCO, Paris 15–20 June 1959. UNESCO, Paris 1960, S. 120–124 (PDF; 1,774 MB)
- mit John W. Backus, Friedrich L. Bauer, Julien Green, Charles Katz, John McCarthy, Alan J. Perlis, Heinz Rutishauser, Bernard Vauquois, Joseph Henry Wegstein, Adriaan van Wijngaarden & Michael Woodger: Report on the Algorithmic Language ALGOL 60. In: Communications of the ACM. 3(5), 1960, S. 299–314
- mit Friedrich L. Bauer: Sequential Formula Translation. In: Communications of the ACM. 3(2), 1960, S. 76–83
- Comments on ALGOL 60 Maintenance and Revisions. In: ALGOL Bulletin. Issue 12, April 1961
- Programming Languages and their Processing. In: Information processing. Proceedings of the IFIP congress 62. North-Holland, Amsterdam 1963, S. 487–492
- mit Jürgen Eickel, Manfred Paul & Friedrich L. Bauer: A Syntax Controlled Generator of Formal Language Processors. In: Communications of the ACM. 6(8), 1963, S. 451–455
- mit John W. Backus, Friedrich L. Bauer, Julien Green, Charles Katz, John McCarthy, Alan J. Perlis, Heinz Rutishauser, Bernard Vauquois, Joseph Henry Wegstein, Adriaan van Wijngaarden, Michael Woodger & Peter Naur: Revised Report on the Algorithmic Language ALGOL 60. In: Communications of the ACM. 6(1), 1963, S. 1–17
- mit Friedrich L. Bauer (Hrsg.): Language Hierarchies and Interfaces. International Summer School. Springer, Berlin/Heidelberg/New York 1976, ISBN 3-540-07994-7
- (Hrsg.): ECI Conference 1976. Proceedings of the 1st European Cooperation in Informatics, Amsterdam, The Netherlands, August 9-12, 1976. Springer, 1976, ISBN 0387078045
- mit Rupert Gnatz (Hrsg.): Methoden der Informatik für rechnerunterstütztes Entwerfen und Konstruieren. GI-Fachtagung, München, 19./21. Oktober 1977. Springer, Berlin/Heidelberg/New York 1977, ISBN 3-540-08473-8
- Entwicklungslinien in der Informatik. In: Sigram Schindler & Wolfgang K. Giloi (Hrsg.): GI – 8. Jahrestagung. Springer, Berlin/Heidelberg/New York 1978, ISBN 3-540-09038-X, S. 132–148
- mit Friedrich L. Bauer, Manfred Broy, Walter Dosch, Rupert Gnatz, Bernd Krieg-Brückner, Alfred Laut, Manfred Luckmann, Thomas Matzner, Bernhard Möller, Helmuth Partsch, Peter Pepper, Ralf Steinbrüggen, Martin Wirsing & Hans Wössner: Programming in a Wide Spectrum Language: A Collection of Examples. In: Science of Computer Programming. 1(1-2), 1981, S. 73–114
- mit Friedrich L. Bauer: Sequential Formula Translation (Reprint). In: Communications of the ACM. 26(1), 1983, S. 9–13
- mit Friedrich L. Bauer, Rudolf Berghammer, Manfred Broy, Walter Dosch, Franz Geiselbrechtinger, Rupert Gnatz, E. Hangel, Wolfgang Hesse, Bernd Krieg-Brückner, Alfred Laut, Thomas Matzner, Bernhard Möller, Friederike Nickl, Helmuth Partsch, Peter Pepper, Martin Wirsing & Hans Wössner: The Munich Project CIP. Volume I: The Wide Spectrum Language CIP-L. Springer, Berlin [u. a.] 1985, ISBN 3-540-15187-7
- Rechenanlagen, in Robert Sauer, István Szabó: Die Mathematischen Hilfsmittel des Ingenieurs, Springer Verlag, Band 3, 1968